# 吳應穆
吳應穆（16世紀—16世紀），字文衡，號方渠，浙江湖州府歸安縣人，明朝政治人物。

## 生平
吳應穆是嘉靖二十八年（1549年）己酉科浙江鄉試舉人，隆慶五年（1571年）授濮州知州，為政仁慈，保護善類，當時有高唐人誣陷奏濮州欠稅糧萬餘石，年多也未能判斷事實，他極力辨解，實情水落石出後誣陷者入罪，不久因勞累在任內去世。

## 引用
1. 1 2  同治《湖州府志·卷七十二·人物傳》：吳應穆，字文衡，號方渠，歸安人，嘉靖二十八年舉人，隆慶五年知濮州，慈良安靜、保護善類，時高唐人奏推稅糧萬餘石於濮，歲勘事未決，應穆極力辨之，事白坐誣奏者罪，真千百年之利也，以勞卒於官，士民惜之。 《東昌府志》
2. ↑  乾隆《濮州志·卷三》：吳應穆，歸安人，舉人，隆慶五年任，性慈良安靜，保護善類，時高唐人奏推稅糧萬餘石於濮，歲勘事未決，公極力辨之，事白坐誣奏者罪，真千百年之利也，以清臞多勞卒於官，士民惜之。